# Volvo 240
Volvo 240 är en svensk bakhjulsdriven personbil som tillverkades av Volvo mellan 1974 och 1993.

## Historik

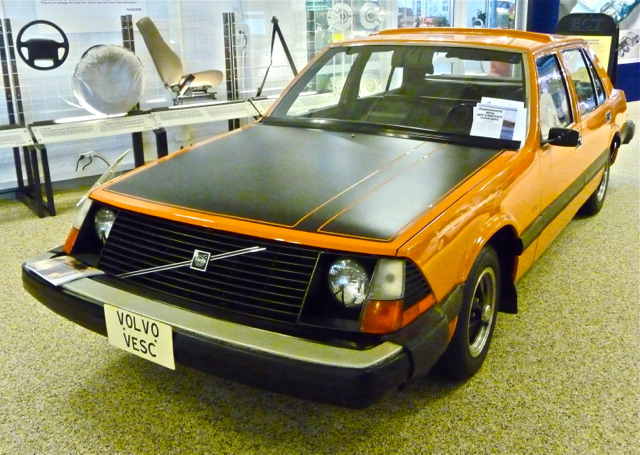
Volvo VESC.

Volvo 240 var en vidareutveckling av Volvo 140 och presenterades 1974. På de första årgångarna av Volvo 240 kan man tydligt se släktdragen i fronten från konceptbilen Volvo VESC. 240 (inklusive Volvo 260) hade stora försäljningsframgångar och är Volvos mest tillverkade modellserie med sina cirka 2,86 miljoner exemplar. Den indelades precis som sin föregångare i 242 (tvådörrarsversion), 244 (fyradörrarsversionen) och 245 (kombimodellen). Dessa beteckningar togs bort i och med årsmodell 1983 – istället fick samtliga versioner officiellt heta 240. Beteckningarna fortsatte användas internt och även i folkmun för att klargöra vilken kaross det handlar om.
Under åren genomgick den flera förändringar, bland annat moderniserades fronten ett flertal gånger, störst förändring gjordes då årsmodell 1981 presenterades med en helt ny front och en ny inredning. Volvo 240 har kommit att få en kultstatus som den typiska Volvon och som familjebil. Volvo 240 var länge Sveriges vanligaste bil och var så sent som 2011 fortfarande en ganska vanlig syn på vägarna, speciellt om man jämför med andra konkurrerande modeller från samma tid.
När Volvo 740 introducerades 1984 trodde många att 240:ns tid var till ända men den fortsatte att tillverkas ända fram till 1993, dvs ett år efter att sista Volvo 740 tillverkats. 740 fick dock en efterföljare i form av Volvo 940 som tillverkades till och med 1998. Efter 1984 blev modellvarianterna färre, bland annat utgick Turbomodellen och tvådörrarsmodellen, eftersom Volvo satsade på den då nyligen lanserade, och tänkta efterföljaren Volvo 740 som större volymbil i modellprogrammet. Tillverkningen upphörde inte förrän år 1993, då man behövde plats för Volvo 850. Den 5 maj 1993 tillverkades den sista Volvo 240, en grön herrgårdsvagn. År 2003, tio år efter att Volvo lade ned tillverkningen av 240, var modellen fortfarande den näst vanligaste Volvon som rullar på svenska vägar.

## Teknik
Till skillnad från föregångaren Volvo 140 (som hade dubbel länkarmsfjädring) hade Volvo 240 en framvagn med McPherson fjäderben, vilket gjorde bilen mer lättstyrd. Modellen hade 4-cylindriga bensindrivna radmotorer och två dieseldrivna, en 5-cylindrig samt en 6-cylindrig. I början hade bensinarna antingen den gamla B20 eller den nyare B21, senare endast B19, B21 eller B23 (fram till 1984). 1985 ersattes B19 och B21 av den nya lågfriktionsmotorn B200 och B23 ersattes av B230 även den av lågfriktionstyp, I Sverige fanns dock B200 endast på DL av 1985 års modell. 1986 blev B230 och femväxlad låda standard på både DL och GL i Sverige. Chassit var konventionellt uppbyggt med bakhjulsdrift via stel bakaxel. De manuella växellådorna var första året M40 (4-växlad) och M41 (4-växlad med överväxel), men skulle ersättas av M45 och M46 till året därpå. Från årsmodell 1983 infördes också M47 (5-växlad) på GL. Automatväxellåda fanns som tillval och var i 1975 och 1976 års modeller en 3-stegs Borg-Warner BW35 och ersattes 1977 av Borg-Warner BW55, även den 3-stegad. Från årsmodell 1980 infördes en modernare 4-stegs Aisin-Warner AW71 på GLE samt GLT och året därpå även på Turbo. Den blev dock standard på samtliga modeller från årsmodell 1985.
Från början av modellserien var 244 GL och GLE de motorstarkaste varianterna med bränsleinsprutning på B21-motorn. Därefter kom 242 GT, följd av GLT-modellen som fick B23-motorn och även den sexcylindriga B27 från 260-serien. Framgångarna för Saab med modellerna 99 Turbo och 900 Turbo gjorde att även Volvo kände sig manade att ta fram en turboladdad version, trots att man redan hade en V6:a med samma effekt. Svaret blev 244 Turbo, som kom 1981, med en 155 hk stark B21E-motor och endast manuell växellåda. Volvo 240-kombi turbo, som kom 1983, var den första serietillverkade kombibilen i världen med turbomotor. Det fanns även en 242 Turbo som dock endast såldes i USA. Någon B23E med turbo kom aldrig att lanseras i 240-serien, utan fick vänta till 740-modellen.
240-modellen stod på topp 1984 då den svenska marknaden erbjöds ett utbud som sträckte sig från snikvarianten L via  DL, GL och GLE/GLT till Turbo. Modellerna L, DL och GL hade förgasarmotorer med manuell choke, vilket gjorde att kallstarter krävde ett tränat handlag för att inte sluta med tjuvstopp eller sura tändstift. GLT, GLE, och Turbo var försedda med bränsleinsprutning. Bensinmotorerna var av Volvos egen tillverkning med block i gjutjärn och topplock i lättmetall med enkel överliggande kamaxel.
Modellen lanserades som en bil med god krocksäkerhet. Den förknippas med just säkerhet, inte alltför spännande köregenskaper samt näst intill outslitlighet. Dessvärre hade 240 stora problem med rost, och hög bränsleförbrukning. Bilen är robust uppbyggd och stryktålig, bland annat vad gäller de 4-cylindriga motorerna och de manuella 4-växlade växellådorna. Ett stående skämt var att växellådorna inte var inslitna förrän efter 20 000 mil. Tyvärr var karossen inte lika motståndskraftig och drabbades ofta av svåra rostangrepp. Liksom många andra fabrikanter började Volvo använda mer miljövänliga typer av lack under 1970-talet och dessa var inte lika bra på att skydda plåten. De äldre 3-stegs automatväxellådorna är ovanligt energikrävande, till men för bränsleekonomin. Många bilägare byggde om dessa till manuell växellåda lite senare under bilens livscykel, bränsleåtgången kunde då sjunka med 0,3–0,4 liter/mil.

### Exportmodeller
Exportmarknader utrustades ofta med B19-, (senare B200)-motorerna, då många länder hade lägre skattesats för motorer med mindre än två liters cylindervolym. I Finland, till exempel, slopades B21 motorn 1979 och ersattes av en 97 hk B19A eller den bränsleinsprutade B19E med 117 hk. Finland (och ett fåtal andra marknader) fick dessutom tillgång till den femcylindriga, tvålitersvarianten av dieselmotorn. Effekten var endast 68 hk, och i en test uppgavs accelerationstiden 0–100 km/h till 24,4 sekunder. Italien, där Volvo var ett prestigemärke, fick också en turboladdad version av B19 (B19ET). Den minsta motorn som satt i 240-serien var B17-motorn på 1,7 liter som fanns tillgänglig åtminstone i Grekland och Israel i början av 1980-talet.[källa behövs]

## Förändringar
- 1975 var den första årsmodellen och bilarna erbjöds då med 3 olika motorer: B20A, B21A och B21E. Utrustningsversionerna var L, DL, GL och GLE varav GL och GLE bara fanns som 244 och var de enda modellerna med B21E-motorn.
- 1976 infördes EGR på alla bilar med B20 motor som såldes i Sverige för att få renare avgaser.
- 1977 ersattes B20-motorn av B19 som är en version av B21 med något mindre cylindervolym. En jubileumsversion i silvermetallic tillverkades med anledning av Volvos 50-årsjubileum.
- 1978 fick grillen en ny design, där den ramades in av en kromlist. Strålkastarna får en annorlunda infattning. Sportmodellen 242 GT introduceras med B21E-motor och överväxel. Fjädring och krängningshämmare är något uppstyvade jämfört med 244 GL. Även 245 kommer i GL-och GLE-modell.
- 1979 ändrades utseendet baktill genom att baklamporna fortsätter runt hörnet för att blinkers ska synas bättre från sidan. I fronten byttes de runda strålkastarna ut mot kvadratiska på DL-modellerna och rektangulära (från 264) för GL och uppåt. 242 GT behåller de runda strålkastarna. B23E-motorn med 140 hk gör debut i 242 GT. L-modellerna försvinner och DL blir basmodellen med 4-växlad låda. DL och GL har nu samma motor, B21A, men GL har överväxel och varvmätare. GL finns även med sexcylindrig dieselmotor på 84 hk från Volkswagen och kallas då GL D6. GLE ersätter GL som toppmodell med B21E-motor.
- 1980 får alla modeller ytterbackspeglar som är ställbara inifrån. 242 GT försvinner och i stället kommer 244 GLT. Både GLE och GLT får B23E-motorn, nu med 136 hk. GLT går även att köpa med B27E-motorn från 260. B23A-motorn införs  och blir standard i GL.
- 1981 reviderades hela karossen och fick lite rundare former. Även 245 fick nu baklyktor som gick runt hörnet. Volvo 244 Turbo med 155 hk B21ET-motor gör debut. B27E ersätts av B28E i GLT-modellen med V6.
- B21 och B23 A/E får egr och puls air system för att få renare avgaser.
- 1983 ändras modellbeteckningarna så att alla modeller heter 240. En 5-växlad låda (M47) ersätter M46, som är en 4-växlad med elektrisk överväxel på GL-modellen. Alla modeller med insprutningsmotor får den motorhuv och högre front som 264/265 hade haft tidigare, men utan krom.
- 1984 får sidoblinkers på framskärmarna som standard. 240 Turbo kombi presenteras.
- 1985 B28E försvinner som alternativ i GLT och det lanseras modifierade motorer som kallas lågfriktionsmotorer. B200K ersätter både B19A och B21A. B230A ersätter B23A och B230E ersätter B23E. 2-dörrarsmodellen försvinner.
- 1986 sker en mindre facelift. Huven framtill blir rundare och mindre markerad på alla modeller. Ventilationsgallret mellan huv och vindruta blir tvådelad och bakluckan rundas av uppåt och får en tryck-knapp för öppning av bakluckan. Denna knapp kommer rakt av från Volvo 740/760. Nu får DL i Sverige samma motor som GL, B230A och 5-växlad låda, M-47. Turbomodellen försvinner.
- 1987 kommer nya motorer på grund av skärpta avgasreningskrav: B230K med förgasare och manuell choke, B230F med insprutning, lambdasond och katalysator. Extra bromsljus i bakrutan införs.
- 1988 DL försvinner och ersätts av en basutrustad GL som kan beställas.
- 1988B är sista årsmodellen som i Sverige kan köpas med förgasarmotorer, egentligen 1989 års modell men tillverkade innan årsskiftet. GLE och GLT kan beställas med eller utan katalysator. Med katalysator och B230F är effekten samma som i en GL, 116 hk. Utan katalysator och då med B230E har den 129 hk.
- 1989 får alla modeller i Sverige katalysator och insprutningsmotorn B230F. Förgasarmotorerna och insprutningsmotorn utan katalysator finns dock kvar på den utländska marknaden.
- 1990 Förgasarmotorerna B200K och B230K samt insprutningsmotorn B230E försvinner nu även från den utländska marknaden.
- 1991 får kombin en ny baklucka med limmad ruta som är mindre rostbenägen.
- 1992 GLT ersätts av ett SE-paket.
- 1993 är sista årsmodellen.

## Motoralternativ i Sverige

### Förgasare
| Motormodell | Effekt (hk) | Slagvolym (cm³) | Årsmodeller | Kommentar                                                                                       |
| ----------- | ----------- | --------------- | ----------- | ----------------------------------------------------------------------------------------------- |
| B19A        | 90          | 1986            | 1977–1978   | En B21 med mindre borr, ersätter B20 som basmotor.                                              |
| B20A        | 82          | 1986            | 1975–1976   | Gamla stötstångsmotorn från 140.                                                                |
| B200K       | 103         | 1986            | 1985        | Lågfriktionsvariant av B19.                                                                     |
| B21A        | 100–106     | 2127            | 1975–1984   | Först i nya ledet av rödblocksmotorer med överliggande kamaxel.                                 |
| B23A        | 112         | 2315            | 1980–1984   | En B21 med större borr och högre kompression.                                                   |
| B230A       | 113         | 2315            | 1985–1986   | Lågfriktionsvariant av B23.                                                                     |
| B230K       | 116         | 2315            | 1987–1988B  | Lågfriktionsmotor med vakuumstyrd fallförgasare. Plant topplock och förbränningsrum i kolvarna. |
| B27A        | 125         | 2660            | 1976–1977   | Basmotorn i 260. En V6 helt i aluminium utvecklad i samarbete med Peugeot och Renault.          |

### Insprutning
| Motormodell | Effekt (hk) | Slagvolym (cm³) | Årsmodeller | Kommentar |
| ----------- | ----------- | --------------- | ----------- | --- |
| B21E        | 123         | 2127            | 1975–1980   | Satt i tidiga GL-modeller och 1978 års GT. K-Jetronic bränsleinsprutning.                                                                                    |
| B23E        | 129–140     | 2315            | 1979–1984   | Lanserades i 1979 års GT. Först med 405-topp, H-kam och 140 hk men trimmades sedan ned gradvis. K-Jetronic bränsleinsprutning.                               |
| B230E       | 129-131     | 2315            | 1985–1988B  | Lågfriktionsvariant av B23E. |
| B230F       | 113-116     | 2315            | 1987–1992   | Lågfriktionsmotor med elektronisk bränsleinsprutning och katalysator. Först Bosch LH-Jetronic 2.2, senare 2.4. Grövre vevstakar och större lager efter 1989. |
| B230FX      | 136         | 2315            | 1991–1993   | B230F med Volvos eget trimpaket. 531-topp, VX-kam och högflödesljuddämpare.                                                                                  |
| B230FD      | 116         | 2315            | 1993        | B230F med EGR/Pulsair-avgasrening. |
| B27E        | 140         | 2660            | 1975–1980   | V6-motor med K-Jetronic bränsleinsprutning. |
| B28E        | 155         | 2850            | 1981–1984   | En B27 med större borr. K-Jetronic bränsleinsprutning. |

### Turbo
| Motormodell | Effekt (hk) | Slagvolym (cm³) | Årsmodeller | Kommentar |
| ----------- | ----------- | --------------- | ----------- | --- |
| B19AT       | 136         | 1986            |             | Förgasarturbo även känd som en "R-sport turbo". En del av R-Sport paketet Volvo erbjöd som tillval och även som turbokonverteringssats för eftermontering på befintliga förgasarbestyckade exemplar ur B19/21/23/230 motorfamiljen. |
| B21ET       | 155         | 2127            | 1981–1985   | Monterades i 240 Turbo. En B21E med sänkt kompression, smidda kolvar och ett AiResearch turboaggregat. Ingen laddluftkylare användes. K-Jetronic bränsleinsprutning.                                                                |
| B21AT       | 143         | 2127            |             | Förgasarturbo. En del av R-Sport paketet. |
| B23AT       | 143         | 2315            |             | Förgasarturbo. En del av R-Sport paketet. |
| B230AT      | 143         | 2315            |             | Förgasarturbo. En del av R-Sport paketet. |

### Diesel
| Motormodell | Effekt (hk) | Slagvolym (cm³) | Årsmodeller              | Kommentar                                                  |
| ----------- | ----------- | --------------- | ------------------------ | ---------------------------------------------------------- |
| D20         | 68          | 1986            | 1979-1993 (Ej i Sverige) | Kom i 240GL D5 1979. 5-cylindrig sugmotor från Volkswagen. |
| D24         | 82          | 2383            | 1979-1993                | Kom i 240GL D6 1979. 6-cylindrig sugmotor från Volkswagen. |

## Utföranden

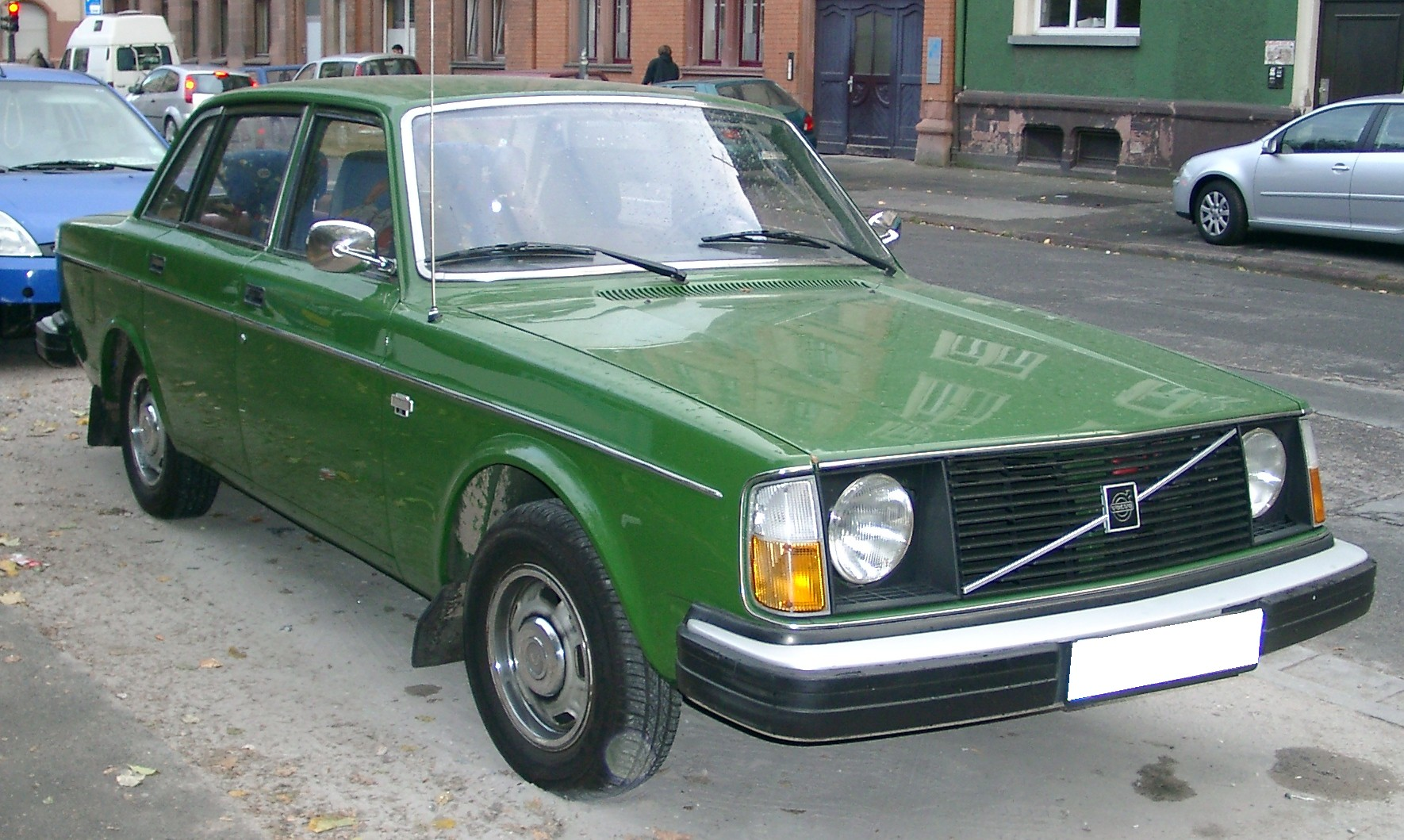
Volvo 244 (fyradörrarsversionen), årsmodell 1976.

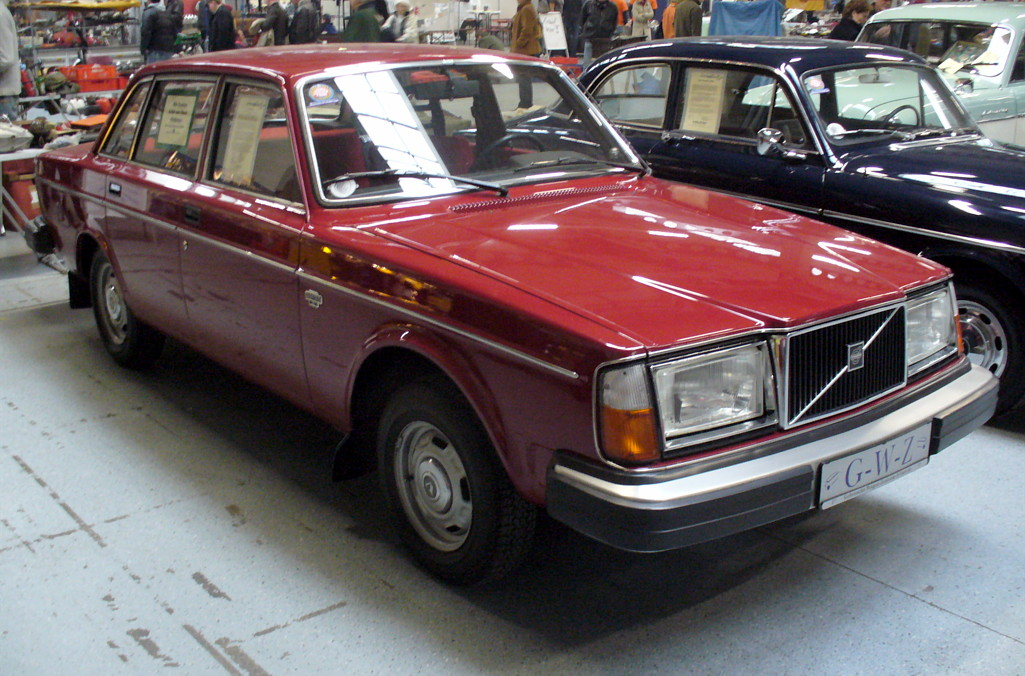
Volvo 244 DLS.

- 240 L – Basmodell med gummimattor istället för textilmattor, ingen klocka och den gamla B20-motorn på 82 hk 1975–1976 och med B19 90 hk 1977–1978. Kombimodellen hade dock B21 från 1976[12]. L utgick från programmet efter 1978 års modell, och DL blev då den nya basmodellen.
- 240 DL – Standardmodell som var lite bättre utrustad, och med B21-motorn med överliggande kamaxel, 97 hk. Varvmätare och taklucka fanns som tillval. Kunde även köpas med B20, 1975–1976. 245 DL med B21E-motor, överväxel, varvmätare, tonade rutor och metalliclack fanns för 1975 års modell (tillval). Från 1979 var DL den nya basmodellen som såldes.

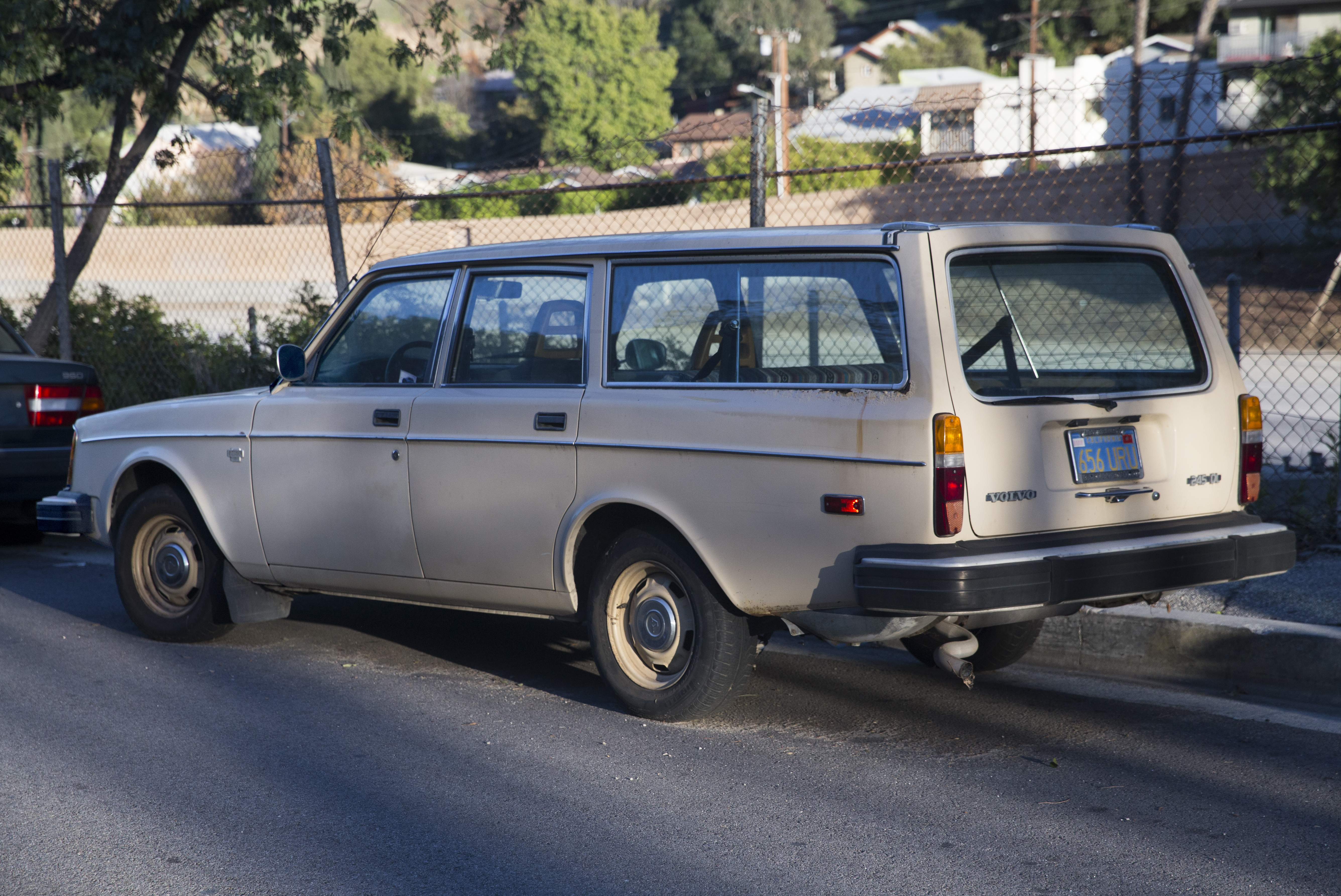
Volvo 245 DL av 1978 års modell (USA)

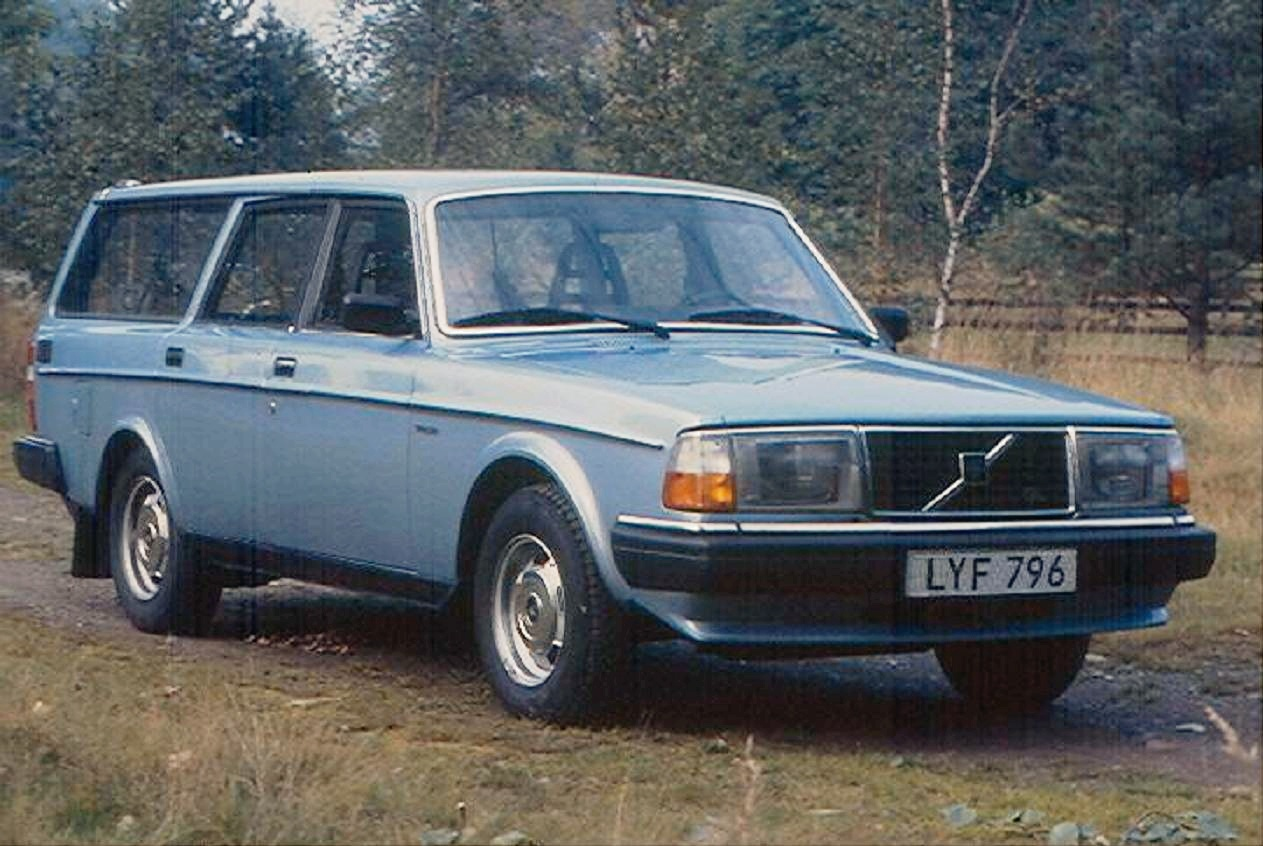
Volvo 245 med ny front (1981-1984).

- 244 DLS – Exportmodell till Östtyskland som hade 264-front. Exportantal omkring 1000 stycken åren 1977–1978. Modellen fanns till försäljning en kort period 1977 och enbart i Östberlin och med fem olika karossfärger att välja mellan (vit, röd, blå, gul, grön). Motor B21A (101 hk). S står för Sondermodell (specialmodell). Ingen herrgårdsvagn.[13]
- 240 GL – 1975-1978 en lyxigare modell med t.ex. taklucka, skinnklädsel, varvmätare, servostyrning, bränsleinsprutning och överväxel. Från 1979 blev dock GL ny standardmodell och fick då förgasarmotor samt tygklädsel, precis som basmodellen DL. Taklucka och servostyrning blev nu tillval. 1979-80 hade GL, GLE och GLT de rektangulära strålkastare som 260-bilarna hade haft från 1975, medan DL hade kvadratiska. En annan skillnad 1979-82 mellan DL och GL var utöver varvmätare även att de manuellt växlade GL-bilarna hade överväxel. Från 1980 hade GL även B23A-motorn. Rollen som toppmodell togs 1979 över av GLE och sedan av GLT och Turbo.
- 242 GT – Sportmodell med K-Jetronic bränsleinsprutning. Såldes endast modellår 1978 och 1979. 1978 med B21E (123 hk) och 1979 med B23E (140 hk). Tvådörrars i silvermetallic med dekorstripes. Hårdare fjädring och grövre krängningshämmare. Inredning i svart och orange. Extraljus i grillen och runda strålkastare även på 1979 års modell (när övriga modeller fick fyrkantiga).
- 240 GLE – "Lyxmodellen" sedan GL blev standardmodell. Från början med samma motor (B21E) som tidigare GL men från 1980 med B23E, samma som GLT, men med mer kromade detaljer och kromad grill, dock utan sportfjädring.
- 240 GLT – Efterträdaren till GT. Svarta lister, insprutning och överväxel. Såldes i två utföranden, 4-cylindrig eller 6-cylindrig (245 endast med 6-cylindrig 1980), som 6-cylindrig standardutrustad med servostyrning och 14" fälgar (Turbin). Fanns ej som tvådörrars, till skillnad från GT som enbart fanns med två dörrar. I början av 1980-talet fanns tvådörrars GLT som exportmodell, vilka bland annat såldes till USA. GLT-modellen lanserades i Tyskland redan 1979.
- 240 GLT6 – en mycket ovanlig modell försedd med B27E sexan (från 260-modellen) i detta utförande på 147 hk. Senare B28E på 155 hk. Skilde sig utvändigt från "vanliga" GLT på att emblemet var guldfärgat. I övrigt var de likadana till utseendet och utrustningsmässigt.
- 240 Turbo – 155 hk, andra fälgar (15" Virgo), styvare fjädring. Fanns även som tvådörrars för export, bland annat till USA.
- 240 Polar – exportmodell för bland annat Italien.[14]
- 240 Superpolar – mer extrautrustad exportmodell (skinnklädsel, metallic, AC) för Italien. Endast motor B200F. Endast tre karosseriefärger.
- 240 GL Blackline – Var ett utrustningspaket som endast fanns på modellerna 88a. Det som utmärkte sig för Blackline var; Svarta dekorlister, växelspaksdamask i läder, nackkuddar fram och bak, centrallås, elhissar fram, 25-ekrade Corona 14" fälgar (även kallade Turbin). Motormässigt så var det en 116 hk B230F med katalysator. Detta utrustningspaket fanns även till 340 och 740.
- 240 Classic – Vit 1991–1992, bland annat 136 hk, scorpiofälgar, träpanel
- 240 Classic 1993 – blåmetallic, vinrödmetallic, bland annat färganpassad grill, scorpiofälgar, träpanel, extrautrustning bland annat rails, 136 hk med mera.
- 245 T (Transfer) [15] – en förlängd herrgårdsvagn, använd som bland annat taxi och skolskjuts. Chassiet användes även som grund för ambulanser och likbilar.

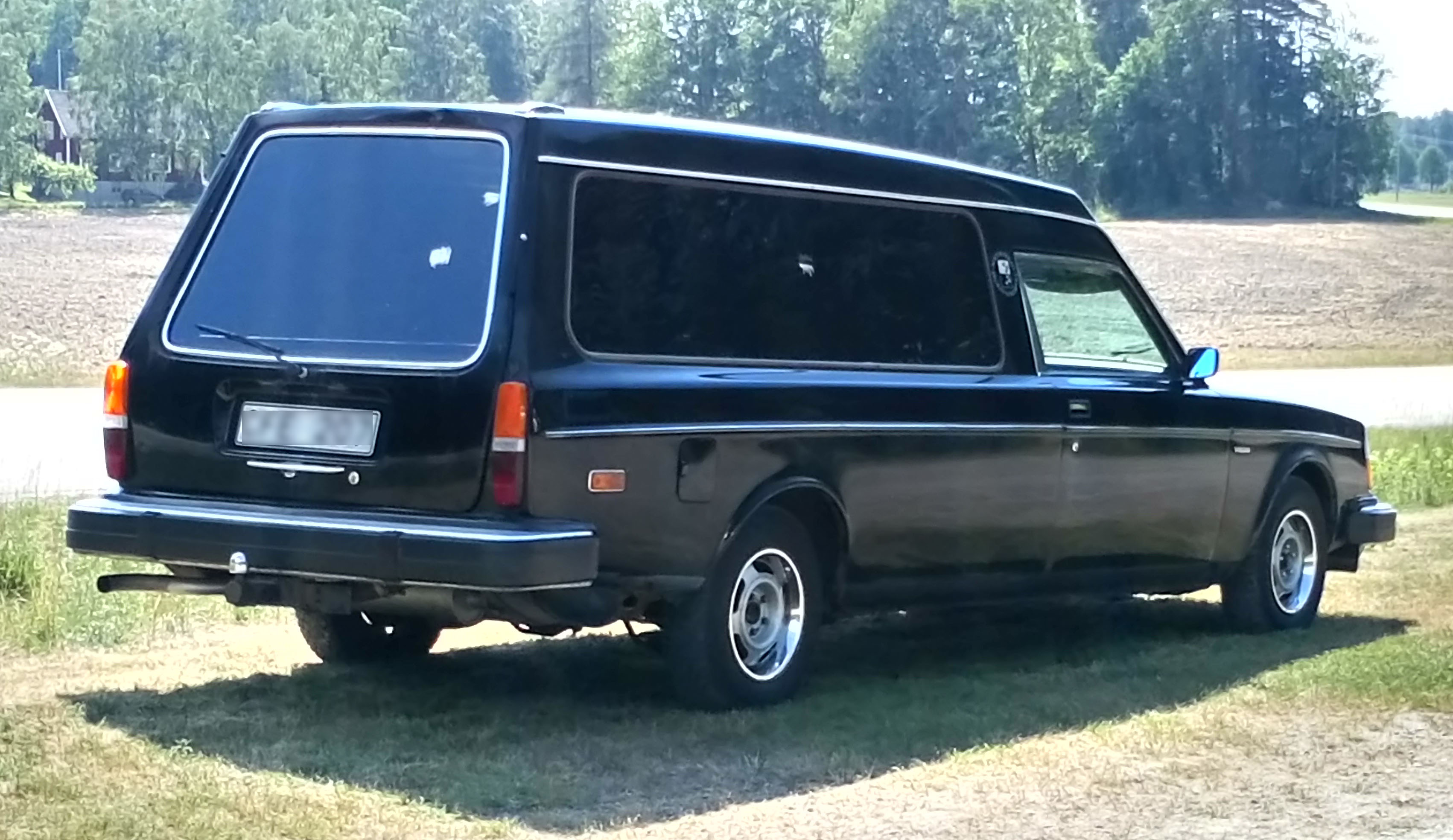
Volvo 245 likbil av 1980 års modell.

- 245 Express (varuvagn) – med förhöjt tak, byggdes hos Yngve Nilssons Karosseri AB i Laholm.
- 244 Svart Special - Begränsad upplaga på 400 bilar av modellåret 1980. GL-utförande med B23A-motor, överväxel (M46), varvmätare och servostyrning. Svart till färgen men utmärker sig från andra 240-utgåvor med gråa stripes längs sidorna, samt interiört med grå klädsel. Levererades med Turbine 14"-fälgar.[16]

### Prestanda
- Volvo 244 GL D6 (D24. 82hk/DIN) Acc 0–100 km/h 18,1 sek. Acc 0–120 km/h 28,7 sek. Acc 0–140 km/h 56,6 sek. Toppfart 150,6 km/h.[17] I bland annat Finland fanns en 5-cylindrig version på 2 liter, D 20, för att slippa undan med lägre skatt. Den hade endast 68 hk.
- Volvo 244 L (B19A. 90hk/DIN) Acc 0–100 km/h 13,5 sek. Acc 0–120 km/h 20,2 sek. Acc 0–140 km/h 34,8 sek. Toppfart 160,7 km/h[18]
- Volvo 244 DL/GL 1979- (B21A. 107hk/DIN) Acc 0–100 km/h 12,9 sek. Acc 0–120 km/h 19,1 sek. Acc 0–140 km/h 31,0 sek. Toppfart 170,6 km/h.[19]
- Volvo 244 DL/GL/GLE-Injection. (B21E. 123hk/DIN) Acc 0–100 km/h 10,9 sek. Acc 0–120 km/h 15,9 sek. Acc 0–140 km/h 23,9 sek. Acc 0–160 km/h 41,9 sek. Toppfart 172,6 km/h[20]
- Volvo 244 GLE/GLT 1980- (B23E. 140hk/DIN) Acc 0–100 km/h 10,0 sek. 0–120 km/h 14,3 sek. 0–140 km/h 21,0 sek. 0–160 km/h 31,6 sek. Toppfart 179,1 km/h[19]
- Prestandauppifterna kan skilja sig något från de svenska modellerna då effekten på förgasarmotorerena är högre på de tyska. Dels fanns även DL-versionen med insprutningsmotor.

## Källhänvisningar
1. ↑  ”Volvo 240 fyller år – 10 roliga fakta om klassikern”. Auto motor & sport / Story House Egmont AB. 16 augusti 2014. https://www.mestmotor.se/automotorsport/artiklar/nyheter/20140816/volvo-240-fyller-ar-10-fakta-du-kanske-inte-hade-koll-pa/. Läst 11 mars 2022.
2. ↑  Olsson, Jean Christer; Moberger, Henrik (2002). Volvo 75 år 1927–2002. Helsingborg: Norden Media GmbH. sid. 229. ISBN 3-907153-21-9
3. ↑  ”242”. www.volvocars.com. https://www.volvocars.com/se/v/discover/heritage-car-models#242. Läst 2 maj 2024.
4. ↑  classicvolvos.wordpress.com - volvo 240 turbo
5. ↑  240sidan.com
6. 1 2 3 4 5 6 7 8 9 10 11 12 13 14  Maddox, Rob (1996). Volvo 240, 242, 244 & 245 (74 - 93). Haynes. ISBN 9781859602072. Arkiverad från originalet den 10 augusti 2016. https://web.archive.org/web/20160810141435/http://www.haynes.se/Products/product_SV3034.htm. Läst 24 augusti 2016 Arkiverad 10 augusti 2016 hämtat från the Wayback Machine.
7. 1 2 3 4  ”VOLVO Engines Specifications”. Arkiverad från originalet den 24 april 2017. https://web.archive.org/web/20170424053732/http://www.vlvworld.com/indexframe.html?engspecs.html. Läst 24 augusti 2016.
8. 1 2 3 4  ”Volvo Servicemeddelande Förgasare Turbo”. Arkiverad från originalet den 18 maj 2013. https://web.archive.org/web/20130518162745/http://www.volvoturbo.net/AT.pdf. Läst 24 augusti 2016.
9. 1 2 3 4  ”Type Designation B19AT, B21AT, B23AT/230AT”. Arkiverad från originalet den 18 maj 2013. https://web.archive.org/web/20130518174544/http://www.volvoturbo.net/AT1.pdf. Läst 24 augusti 2016.
10. 1 2 3 4  ”Monteringsanvisning för B21 ETL, grupp A”. Arkiverad från originalet den 18 maj 2013. https://web.archive.org/web/20130518154506/http://www.volvoturbo.net/AT2.pdf. Läst 24 augusti 2016.
11. 1 2 3 4  ”R-Sport Katalogen”. http://www.volvoamazonpictures.se/documents/amarace/R-sport.pdf. Läst 24 augusti 2016.
12. ↑  ”L 1975-1978” (på engelska). classicvolvos. 31 mars 2013. https://classicvolvos.wordpress.com/volvo-240-1975-1993/l-1975-1978/. Läst 28 maj 2021.
13. ↑  http://www.volvo244dls.de/volvo-244-dls/
14. ↑  ”Polar – en cool 240! | Klassiker”. www.klassiker.nu. https://www.klassiker.nu/reportage/polar-en-cool-240. Läst 30 april 2024.
15. ↑  245 T (Transfer). ”245 T (Transfer)” (på Tyska) (PDF). arthistoricum.net 2. https://iiif.arthistoricum.net/mirador/proxy/fotothek/df_pro-b_0000224_004/#a02b5040-0a7b-4396-9c7a-f49c1b34db19. Läst 24 november 2023.
16. ↑  ”A comparison of the Swedish and Dutch 1980 240 Series by Wietze Jan de Vries”. http://www.volvo200.org/modellen/drivertekst.htm. Läst 25 november 2014.
17. ↑  Auto, motor und sport nr 10/1979
18. ↑  Auto,motor und sport nr 23/1978
19. 1 2  Auto, motor und sport nr 11/1979
20. ↑  Auto, motor und sport nr 8/1978